# 石川社会保険事務局
石川社会保険事務局（いしかわしゃかいほけんじむきょく）は、石川県金沢市にあった社会保険庁の地方支分部局で、石川県を管轄していた。

## 管内社会保険事務所
- 金沢南社会保険事務所（石川社会保険事務局金沢南事務所）
- 石川社会保険事務局金沢北社会保険事務室（金沢北社会保険事務所）
- 小松社会保険事務所
- 七尾社会保険事務所